# Didymocantha gracilis
Didymocantha gracilis là một loài bọ cánh cứng trong họ Cerambycidae.